# Roger José de Noronha Silva
Roger José de Noronha Silva (Cantagalo, 23 de julho de 1972) é um ex-futebolista brasileiro que atuava como goleiro.

## Carreira

### Flamengo
Roger iniciou sua carreira no Flamengo em 1991, inicialmente como reserva de Gilmar.
Foi emprestado ao Vitória, em 1994, mas depois retornou à Gávea, no final daquele mesmo ano, para se tornar goleiro titular do Flamengo.
Teve uma notável passagem pelo time do ataque dos sonhos do Flamengo na década de 1990, com Sávio, Romário e Edmundo.

### São Paulo
Em 1997, Roger deixou o Flamengo e foi para o São Paulo. No entanto, não conseguiu conquistar a vaga de titular, deixada por Zetti.
Seguiu emprestado ao Vitória, novamente, e depois à Portuguesa, antes de retornar ao Morumbi em 2001.
Ficou quatro anos seguidos na reserva de Rogério Ceni, mas foi o goleiro que mais atuou no período que Rogério esteve ativo, o substituindo em 52 partidas.

### Santos
No final de 2005, o arqueiro foi negociado com o Santos. Porém, apesar da troca de clube, continuou a ser reserva, desta vez de Fábio Costa.

### Botafogo
Então, próximo ao fim de 2007, Roger vislumbrou sua última chance de voltar a ser titular, quando surgiu o interesse do Botafogo. Infelizmente, uma lesão no ombro acabaria atrapalhando seus planos, de modo que resolveu aposentar-se, no meio de 2008.

## Vida pessoal
Em setembro de 1999, enquanto atuava pelo São Paulo, Roger posou nu para a revista G Magazine, causando uma polêmica com o treinador Paulo César Carpegiani.
Em 2008, logo após se aposentar dos gramados, foi eleito vereador em sua terra natal, Cantagalo, obtendo 599 votos pelo Democratas. Após o mandato, passou a trabalhar como coordenador regional do PSC (Partido Social Cristão).[carece de fontes?]

## Títulos
Flamengo
- Taça Cidade do Rio de Janeiro: 1991 e 1993
- Taça Rio: 1991 e 1996
- Campeonato da Capital: 1991
- Campeonato Carioca: 1991 e 1996
- Copa Rio: 1991
- Campeonato Brasileiro: 1992
- Taça Guanabara: 1995 e 1996
- Copa Ouro Sul-Americana: 1996
- Taça 15 anos do SBT: 1996

Vitória
- Campeonato Baiano: 1999
- Copa do Nordeste: 1999

São Paulo
- Campeonato Paulista: 1998, 2000 e 2005
- Torneio Rio-São Paulo: 2001
- Supercampeonato Paulista: 2002
- Copa Libertadores da América: 2005

Santos
- Campeonato Paulista: 2006 e 2007[11]

Botafogo
- Taça Rio: 2008